# Tulsa Golden Hurricane football
I Tulsa Golden Hurricane sono una squadra di football che rappresenta la Università di Tulsa. I Golden Hurricane competono nella Football Bowl Subdivision (FBS) della National Collegiate Athletics Association (NCAA) e nella American Athletic Conference. La squadra è allenata da Rick Dickson. Gioca le sue gare interne al Skelly Field at H. A. Chapman Stadium di Tulsa, Oklahoma e le sue rivalità principali sono con gli Houston Cougars e gli Oklahoma State Cowboys. Si tratta dell'istituto con il minor numero di iscritti di tutta la FBS.

## Conference di appartenenza
Tulsa è stata sia indipendente che membro di diverse conference durante la sua storia.
- Independente (1895–1913)
- Oklahoma Collegiate Conference (1914–1928)
- Big Four Conference (1929–1932)
- Missouri Valley Conference (1935–1985)
- Independente (1986–1995)
- Western Athletic Conference (1996–2004)
- Conference USA (2005–2013)
- American Athletic Conference (2014–presente)

## Numeri ritirati
| N. | Giocatore          | Ruolo | Carriera  | Anno | Note        |
| -- | ------------------ | ----- | --------- | ---- | ----------- |
| 14 | Billy Guy Anderson | QB    | 1963–1964 | 1995 | [ 2 ]       |
| 17 | Jerry Rhome        | QB    | 1963–1964 |      | [ 2 ]       |
| 31 | Ellis Jones        | G, LB | 1942–1944 |      | [ 2 ]       |
| 36 | Felto Prewitt      | C     | 1943–1945 |      | [ 2 ]       |
| 45 | Glenn Dobbs        | TB    | 1940–1942 |      | [ 2 ] [ 3 ] |
| 55 | Jerry Ostroski     | G     | 1988–1991 | 2018 | [ 2 ] [ 4 ] |
| 64 | Marv Matuszak      | LB    | 1952      |      | [ 2 ]       |
| 81 | Howard Twilley     | WR    | 1963–1965 |      | [ 2 ]       |
| 83 | Steve Largent      | WR    | 1972–1975 | 2008 | [ 2 ]       |